# Europese kampioenschappen kunstschaatsen 2019

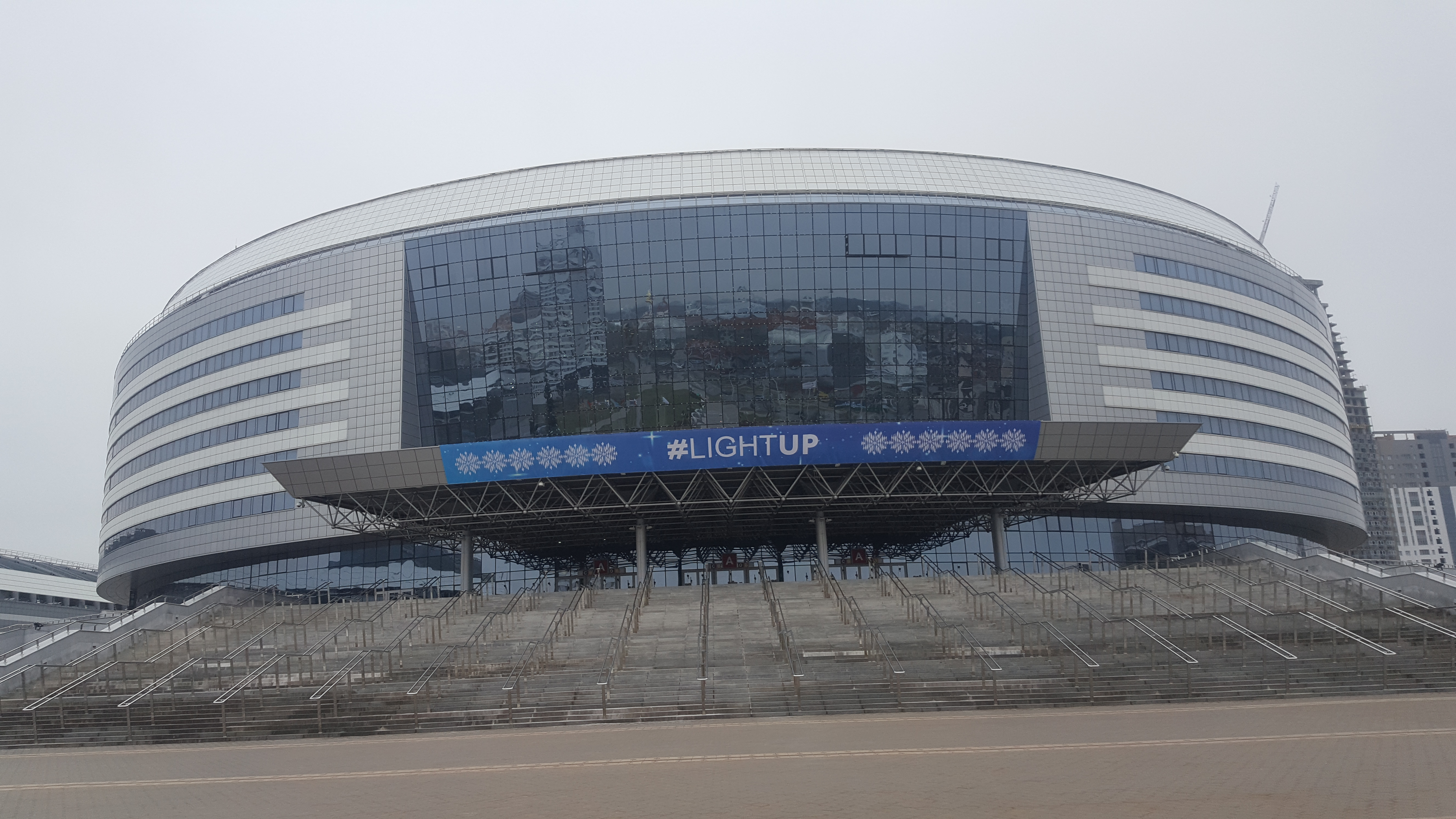
De Minsk Arena in november 2018, tijdens het Junior Eurovisiesongfestival 2018

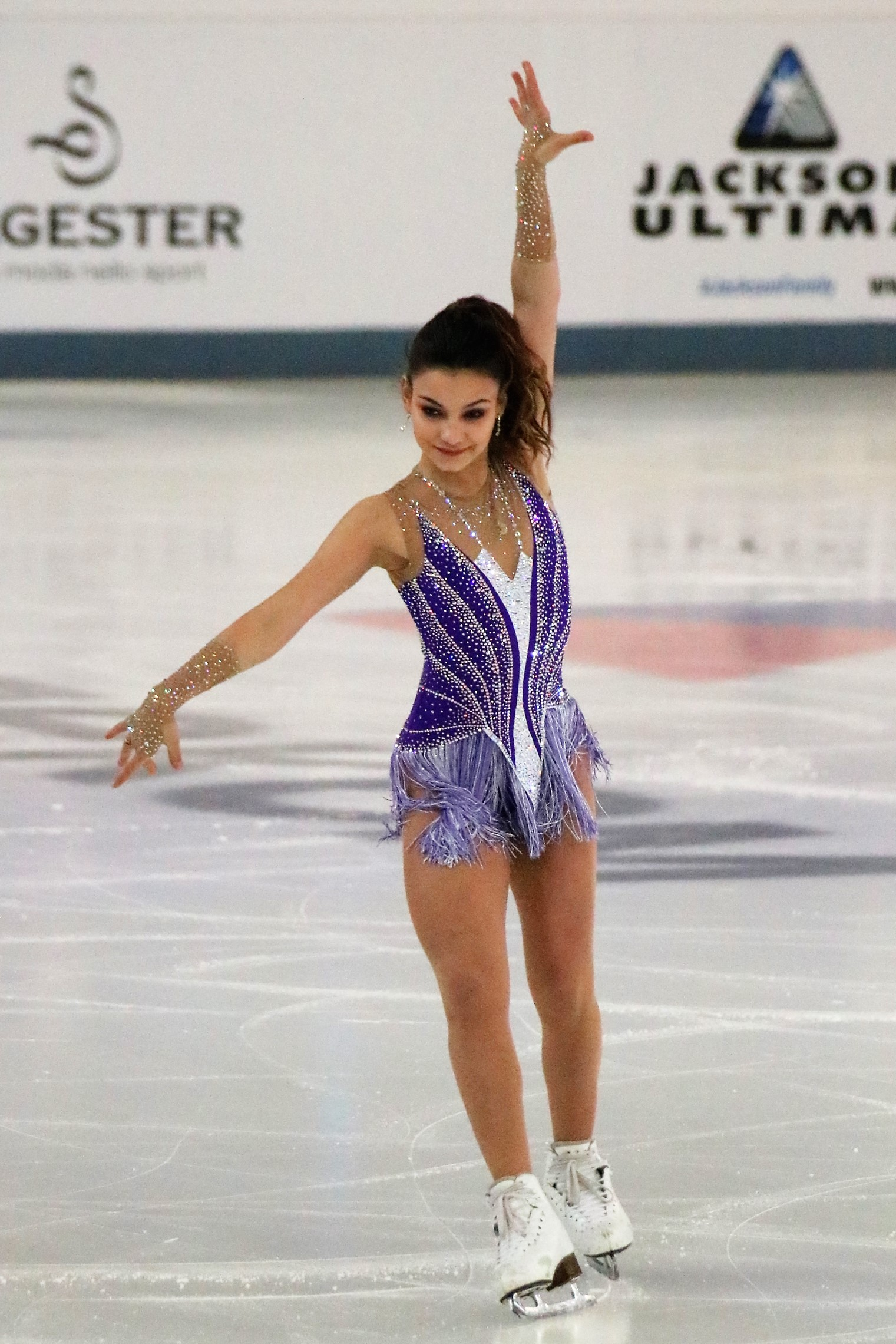
Debutante Sofia Samodoerova werd na Lipnitskaja, Toektamysjeva, Medvedeva en Zagitova de vijfde opeenvolgende Russische Europees kampioene in zes jaar tijd

De Europese kampioenschappen kunstschaatsen 2019 waren vier wedstrijden die samen een jaarlijks terugkerend evenement vormden, georganiseerd door de Internationale Schaatsunie (ISU).
Voor de mannen was het de 111e editie, voor de vrouwen en paren de 83e en voor de ijsdansers de 66e editie. De kampioenschappen vonden plaats van 23 tot en met 27 januari in de Minsk Arena in Minsk, Wit-Rusland. Het was de eerste keer dat de Europese kampioenschappen kunstschaatsen in Wit-Rusland plaatsvonden.
|           | woensdag 23 januari | donderdag 24 januari | vrijdag 25 januari | zaterdag 26 januari | zondag 27 januari |
| Mannen    |                     | korte kür            |                    | vrije kür           | Gala              |
| Paren     | korte kür           | vrije kür            |                    |                     | Gala              |
| Vrouwen   | korte kür           |                      | vrije kür          |                     | Gala              |
| IJsdansen |                     |                      | korte kür          | vrije kür           | Gala              |

## Deelnemende landen
Alle Europese ISU-leden hadden het recht om een startplaats per categorie in te vullen. Extra startplaatsen (met een maximum van drie per categorie) zijn verdiend op basis van de eindklasseringen op het EK van 2018.
Voor Nederland nam Thomas Kennes voor de vierde keer deel bij de mannen en nam Kyarha van Tiel voor de tweede keer deel bij de vrouwen. De Finse kunstschaatser Matthias Versluis, die aan het onderdeel ijsdansen meedeed met Juulia Turkkila, is door zijn vader half-Nederlands. De Zwitsers-Amerikaanse Alexia Paganini heeft een Nederlandse moeder.
Voor het eerst in meer dan twintig jaar vaardigde België geen deelnemers af.
Deelnemende landen
Er namen deelnemers uit 34 landen deel aan de kampioenschappen. Er werden 109 startplaatsen ingevuld.
(Tussen haakjes het totaal aantal startplaatsen in de vier toernooien.)
| Rusland (12) Italië (9) Frankrijk (8) Spanje (6) Duitsland (5) Verenigd Koninkrijk (5) Finland (4) Polen (4) Zwitserland (4) | Bulgarije (3) Estland (3) Hongarije (3) Israël (3) Oekraïne (3) Oostenrijk (3) Slowakije (3) Tsjechië (3) Zweden (3) | Armenië (2) Azerbeidzjan (2) Georgië (2) Kroatië (2) Letland (2) Litouwen (2) Nederland (2) Noorwegen (2) Wit-Rusland (2) | Denemarken (1) Ierland (1) Monaco (1) Roemenië (1) Servië (1) Slovenië (1) Turkije (1) |

(België en Letland vulden de extra startplaatsen bij de mannen niet in, België deed dit evenmin bij de vrouwen, net als geen van de landen die een extra startplek hadden verdiend bij de paren - Duitsland, Frankrijk, Israël, Italië en Oostenrijk, Denemarken deed dit ook niet bij het ijsdansen.)

## Medailleverdeling
Voor de zevende keer op rij ging de Europese titel bij de mannen naar de Spanjaard Javier Fernández. Aleksandr Samarin uit Rusland won bij zijn derde deelname de zilveren medaille. Ook de Italiaan Matteo Rizzo deed voor de derde keer mee en bemachtigde het brons. Voor het eerst in tien jaar ging een EK-medaille naar een deelnemer uit Italië.
Net als de vijf edities ervoor was het een Russin die er met de titel bij de vrouwen vandoor ging. Dit keer was het debutante Sofia Samodoerova die in de prijzen viel. Eerder wonnen Joelia Lipnitskaja, Jelizaveta Toektamysjeva, Jevgenia Medvedeva en Alina Zagitova. Het zilver ging nu naar Zagitova, die hiermee haar tweede EK-medaille won. De bronzen medaille was voor Viveca Lindfors uit Finland. Zij deed voor de vierde keer mee. Sinds 2012 had een Finse niet meer een medaille op het EK gewonnen.
De hegemonie van de Russen bij de parenwedstrijden werd na zeven jaar doorbroken door het Franse paar Vanessa James / Morgan Ciprès. Zij gingen er met de gouden medaille vandoor. De kunstschaatsers bemachtigden in 2017 al de bronzen medaille. Het zilver en brons was wel voor twee Russische paren: Jevgenia Tarasova / Vladimir Morozov en Aleksandra Bojkova / Dmitri Kozlovski. Tarasova en Morozov wonnen vier keer eerder een EK-medaille; Bojkova en Kozlovski debuteerden op het toernooi.
Voor het vijfde jaar op rij won het Franse paar Gabriella Papadakis / Guillaume Cizeron de gouden medaille bij het ijsdansen. Het zilver ging naar Aleksandra Stepanova / Ivan Boekin uit Rusland. De twee wonnen in 2015 en 2018 al de bronzen medaille. Dit keer was het brons voor een Italiaans paar, Charlène Guignard / Marco Fabbri. Dit paar had nog niet eerder een EK-medaille gewonnen; de laatste keer dat Italië in de prijzen viel, was toen het duo Anna Cappellini / Luca Lanotte in 2017 het zilver bemachtigde.
| Categorie | Goud                                    | Zilver                               | Brons                                 |
| --------- | --------------------------------------- | ------------------------------------ | ------------------------------------- |
| Mannen    | Javier Fernández                        | Aleksandr Samarin                    | Matteo Rizzo                          |
| Vrouwen   | Sofia Samodoerova                       | Alina Zagitova                       | Viveca Lindfors                       |
| Paren     | Vanessa James / Morgan Ciprès           | Jevgenia Tarasova / Vladimir Morozov | Aleksandra Bojkova / Dmitri Kozlovski |
| IJsdansen | Gabriella Papadakis / Guillaume Cizeron | Aleksandra Stepanova / Ivan Boekin   | Charlène Guignard / Marco Fabbri      |

## Uitslagen
| #                   | naam (deelname)         | land                         | punten | korte kür   | vrije kür   |
| ------------------- | ----------------------- | ---------------------------- | ------ | ----------- | ----------- |
| Goud                | Javier Fernández (13)   | Vlag van Spanje              | 271.59 | 091.84 (3)  | 179.75 (1)  |
| Zilver              | Aleksandr Samarin (3)   | Vlag van Rusland             | 269.84 | 091.97 (2)  | 177.87 (2)  |
| Brons               | Matteo Rizzo (3)        | Vlag van Italië              | 247.08 | 081.41 (10) | 165.67 (3)  |
| 4                   | Kévin Aymoz (2)         | Vlag van Frankrijk           | 246.34 | 088.02 (4)  | 158.32 (4)  |
| 5                   | Michail Koljada (4)     | Vlag van Rusland             | 240.87 | 100.49 (1)  | 140.38 (11) |
| 6                   | Daniel Grassl           | Vlag van Italië              | 236.70 | 081.69 (9)  | 155.01 (5)  |
| 7                   | Michal Březina (12)     | Vlag van Tsjechië            | 234.25 | 083.66 (8)  | 150.59 (6)  |
| 8                   | Alexander Majorov (9)   | Vlag van Zweden              | 225.38 | 079.88 (11) | 145.50 (8)  |
| 9                   | Oleksij Bytsjenko (8)   | Vlag van Israël              | 220.50 | 084.19 (7)  | 136.31 (13) |
| 10                  | Moris Kvitelasjvili (3) | Vlag van Georgië             | 219.79 | 073.04 (15) | 146.75 (7)  |
| 11                  | Deniss Vasiļjevs (4)    | Vlag van Letland             | 219.50 | 078.87 (12) | 140.63 (10) |
| 12                  | Adam Siao Him Fa        | Vlag van Frankrijk           | 218.06 | 076.70 (13) | 141.36 (9)  |
| 13                  | Daniel Samohin (5)      | Vlag van Israël              | 217.17 | 086.48 (6)  | 130.69 (14) |
| 14                  | Maksim Kovtoen (6)      | Vlag van Rusland             | 216.18 | 087.70 (5)  | 128.48 (16) |
| 15                  | Paul Fentz (5)          | Vlag van Duitsland           | 209.96 | 069.70 (17) | 140.26 (12) |
| 16                  | Vladimir Litvintsev     | Vlag van Azerbeidzjan        | 204.28 | 073.60 (14) | 130.68 (15) |
| 17                  | Aleksandr Selevko       | Vlag van Estland             | 195.13 | 069.94 (16) | 125.19 (20) |
| 18                  | Sondre Oddvoll Bøe (6)  | Vlag van Noorwegen           | 192.01 | 066.03 (20) | 125.98 (18) |
| 19                  | Matyáš Bělohradský      | Vlag van Tsjechië            | 191.22 | 067.40 (18) | 123.82 (21) |
| 20                  | Luc Maierhofer          | Vlag van Oostenrijk          | 189.00 | 063.63 (21) | 125.37 (19) |
| 21                  | Graham Newberry (2)     | Vlag van Verenigd Koninkrijk | 188.62 | 061.33 (22) | 127.29 (17) |
| 22                  | Ivan Shmuratko          | Vlag van Oekraïne            | 178.29 | 067.26 (19) | 111.03 (24) |
| 23                  | Irakli Maisoeradze (2)  | Vlag van Georgië             | 174.43 | 060.89 (24) | 113.54 (22) |
| 24                  | Davide Lewton Brain (2) | Vlag van Monaco              | 173.61 | 061.07 (23) | 112.54 (23) |
| Finale niet bereikt |                         |                              |        |             |             |
| 25                  | Ihor Reznitsjenko (3)   | Vlag van Polen               |        | 059.99 (25) |             |
| 26                  | Slavik Hajrapetjan (6)  | Vlag van Armenië             |        | 059.97 (26) |             |
| 27                  | Nikolaj Majorov         | Vlag van Zweden              |        | 059.68 (27) |             |
| 28                  | Burak Demirboğa (2)     | Vlag van Turkije             |        | 056.95 (28) |             |
| 29                  | Nicky Obreykov (3)      | Vlag van Bulgarije           |        | 056.54 (29) |             |
| 30                  | Yakau Zenko (2)         | Vlag van Wit-Rusland         |        | 056.38 (30) |             |
| 31                  | Lukas Britschgi         | Vlag van Zwitserland         |        | 055.86 (31) |             |
| 32                  | Roman Galay             | Vlag van Finland             |        | 055.40 (32) |             |
| 33                  | Conor Stakelum (2)      | Vlag van Ierland             |        | 055.03 (33) |             |
| 34                  | Hector Alonso Serrano   | Vlag van Spanje              |        | 053.94 (34) |             |
| 35                  | Michael Neuman (4)      | Vlag van Slowakije           |        | 053.38 (35) |             |
| 36                  | Thomas Kennes (4)       | Vlag van Nederland           |        | 048.57 (36) |             |
| 37                  | Alexander Borovoj (2)   | Vlag van Hongarije           |        | 046.56 (37) |             |

| #                   | naam (deelname)           | land                         | punten | korte kür  | vrije kür   |
| ------------------- | ------------------------- | ---------------------------- | ------ | ---------- | ----------- |
| Goud                | Sofia Samodoerova         | Vlag van Rusland             | 213.84 | 72.88 (2)  | 140.96 (1)  |
| Zilver              | Alina Zagitova (2)        | Vlag van Rusland             | 198.34 | 75.00 (1)  | 123.34 (4)  |
| Brons               | Viveca Lindfors (4)       | Vlag van Finland             | 194.40 | 65.61 (4)  | 128.79 (3)  |
| 4                   | Stanislava Konstantinova  | Vlag van Rusland             | 189.72 | 56.76 (11) | 132.96 (2)  |
| 5                   | Laurine Lecavelier (6)    | Vlag van Frankrijk           | 180.05 | 63.29 (6)  | 116.76 (6)  |
| 6                   | Alexia Paganini (2)       | Vlag van Zwitserland         | 179.90 | 65.64 (3)  | 114.26 (7)  |
| 7                   | Maé-Bérénice Méité (9)    | Vlag van Frankrijk           | 177.10 | 58.95 (8)  | 118.15 (5)  |
| 8                   | Emmi Peltonen (3)         | Vlag van Finland             | 170.03 | 58.06 (10) | 111.97 (8)  |
| 9                   | Nicole Rajičová (6)       | Vlag van Slowakije           | 169.03 | 64.08 (5)  | 104.95 (12) |
| 10                  | Eliška Březinová (7)      | Vlag van Tsjechië            | 166.77 | 55.85 (12) | 110.92 (9)  |
| 11                  | Alexandra Feigin          | Vlag van Bulgarije           | 164.20 | 58.80 (9)  | 105.40 (11) |
| 12                  | Jekaterina Rjabova        | Vlag van Azerbeidzjan        | 163.17 | 59.95 (7)  | 103.22 (13) |
| 13                  | Ivett Tóth (5)            | Vlag van Hongarije           | 160.83 | 54.90 (13) | 105.93 (10) |
| 14                  | Julia Sauter (5)          | Vlag van Roemenië            | 153.15 | 54.29 (14) | 098.86 (15) |
| 15                  | Yasmine Kimiko Yamada (2) | Vlag van Zwitserland         | 151.12 | 51.21 (18) | 099.91 (14) |
| 16                  | Nicole Schott (4)         | Vlag van Duitsland           | 149.26 | 50.68 (19) | 098.58 (16) |
| 17                  | Daša Grm (7)              | Vlag van Slovenië            | 147.29 | 53.50 (15) | 093.79 (17) |
| 18                  | Anita Östlund (2)         | Vlag van Zweden              | 144.66 | 52.76 (17) | 091.90 (18) |
| 19                  | Lucrezia Gennaro          | Vlag van Italië              | 143.10 | 52.91 (16) | 090.19 (20) |
| 20                  | Natasha McKay (3)         | Vlag van Verenigd Koninkrijk | 140.08 | 48.20 (22) | 091.88 (19) |
| 21                  | Nathalie Weinzierl (7)    | Vlag van Duitsland           | 134.58 | 46.09 (24) | 088.49 (21) |
| 22                  | Anastasia Galustyan (4)   | Vlag van Armenië             | 132.63 | 48.38 (21) | 084.25 (22) |
| 23                  | Pernille Sørensen (4)     | Vlag van Denemarken          | 131.78 | 50.59 (20) | 081.19 (23) |
| 24                  | Antonina Dubinina (3)     | Vlag van Servië              | 120.25 | 47.20 (23) | 073.05 (24) |
| Finale niet bereikt |                           |                              |        |            |             |
| 25                  | Elżbieta Gabryszak (2)    | Vlag van Polen               |        | 45.77 (25) |             |
| 26                  | Sophia Schaller           | Vlag van Oostenrijk          |        | 44.20 (26) |             |
| 27                  | Gerli Liinamäe (3)        | Vlag van Estland             |        | 44.08 (27) |             |
| 28                  | Kyarha van Tiel (2)       | Vlag van Nederland           |        | 44.00 (28) |             |
| 29                  | Lara Naki Gutmann         | Vlag van Italië              |        | 43.96 (29) |             |
| 30                  | Silvia Hugec (2)          | Vlag van Slowakije           |        | 43.33 (30) |             |
| 31                  | Valentina Matos (3)       | Vlag van Spanje              |        | 42.86 (31) |             |
| 32                  | Paulina Ramanauskaitė     | Vlag van Litouwen            |        | 42.31 (32) |             |
| 33                  | Camilla Gjersem (3)       | Vlag van Noorwegen           |        | 39.81 (33) |             |
| 34                  | Hana Cvijanović           | Vlag van Kroatië             |        | 38.00 (34) |             |
| 35                  | Elizabete Jubkane         | Vlag van Letland             |        | 37.75 (35) |             |
| 36                  | Anastasia Hozhva          | Vlag van Oekraïne            |        | 35.51 (36) |             |

| #      | naam (deelname)                                | land                         | punten | korte kür  | vrije kür   |
| ------ | ---------------------------------------------- | ---------------------------- | ------ | ---------- | ----------- |
| Goud   | Vanessa James (10) Morgan Ciprès (8)           | Vlag van Frankrijk           | 225.66 | 76.55 (1)  | 149.11 (1)  |
| Zilver | Jevgenia Tarasova (5) Vladimir Morozov (5)     | Vlag van Rusland             | 218.82 | 73.90 (2)  | 144.92 (2)  |
| Brons  | Aleksandra Bojkova Dmitri Kozlovski            | Vlag van Rusland             | 205.28 | 72.58 (4)  | 132.70 (3)  |
| 4      | Nicole Della Monica (9) Matteo Guarise (7)     | Vlag van Italië              | 205.14 | 73.70 (3)  | 131.44 (4)  |
| 5      | Daria Pavljoetsjenko Denis Chodykin            | Vlag van Rusland             | 185.92 | 65.89 (5)  | 120.03 (6)  |
| 6      | Minerva Fabienne Hase (3) Nolan Seegert (3)    | Vlag van Duitsland           | 180.56 | 60.08 (6)  | 120.48 (5)  |
| 7      | Laura Barquero (2) Aritz Maestu (4)            | Vlag van Spanje              | 160.16 | 53.89 (9)  | 106.27 (7)  |
| 8      | Lana Petranović (3) Antonio Souza-Kordeiru (3) | Vlag van Kroatië             | 151.89 | 50.99 (10) | 100.90 (8)  |
| 9      | Rebecca Ghilardi (2) Filippo Ambrosini (4)     | Vlag van Italië              | 147.75 | 54.48 (8)  | 093.27 (10) |
| 10     | Zoe Jones (3) Christopher Boyadji (4)          | Vlag van Verenigd Koninkrijk | 138.85 | 45.33 (11) | 093.52 (9)  |
| -      | Miriam Ziegler (7) Severin Kiefer (9)          | Vlag van Oostenrijk          |        | 57.70 (7)  | t.z.t.      |

| #                   | naam (deelname)                               | land                         | punten | korte kür  | vrije kür   |
| ------------------- | --------------------------------------------- | ---------------------------- | ------ | ---------- | ----------- |
| Goud                | Gabriella Papadakis (6) Guillaume Cizeron (6) | Vlag van Frankrijk           | 217.98 | 84.79 (1)  | 133.19 (1)  |
| Zilver              | Aleksandra Stepanova (5) Ivan Boekin (5)      | Vlag van Rusland             | 206.41 | 81.37 (2)  | 125.04 (2)  |
| Brons               | Charlène Guignard (8) Marco Fabbri (8)        | Vlag van Italië              | 199.84 | 79.05 (3)  | 120.79 (4)  |
| 4                   | Viktoria Sinitsina (4) Nikita Katsalapov (7)  | Vlag van Rusland             | 193.95 | 70.24 (5)  | 123.71 (3)  |
| 5                   | Natalia Kaliszek (5) Maksym Spodyriev (5)     | Vlag van Polen               | 185.35 | 72.87 (4)  | 112.48 (5)  |
| 6                   | Lilah Fear (2) Lewis Gibson (2)               | Vlag van Verenigd Koninkrijk | 182.05 | 69.77 (7)  | 112.28 (6)  |
| 7                   | Sara Hurtado (8) Kirill Chaljavin (4)         | Vlag van Spanje              | 180.67 | 69.28 (8)  | 111.39 (7)  |
| 8                   | Olivia Smart (2) Adrià Díaz (6)               | Vlag van Spanje              | 176.84 | 70.02 (6)  | 106.82 (9)  |
| 9                   | Sofia Jevdokimova Egor Bazin                  | Vlag van Rusland             | 175.62 | 66.65 (11) | 108.97 (8)  |
| 10                  | Marie-Jade Lauriault (3) Romain Le Gac (3)    | Vlag van Frankrijk           | 172.33 | 68.98 (9)  | 103.35 (11) |
| 11                  | Juulia Turkkila (5) Matthias Versluis (2)     | Vlag van Finland             | 168.34 | 67.18 (10) | 101.16 (12) |
| 12                  | Adelina Galyavieva Louis Thauron (2)          | Vlag van Frankrijk           | 168.02 | 64.62 (13) | 103.40 (10) |
| 13                  | Allison Reed (6) Saulius Ambrulevičius (8)    | Vlag van Litouwen            | 164.11 | 64.81 (12) | 099.30 (14) |
| 14                  | Jasmine Tessari (3) Francesco Fioretti (3)    | Vlag van Italië              | 162.94 | 63.12 (15) | 099.82 (13) |
| 15                  | Shari Koch Christian Nüchtern                 | Vlag van Duitsland           | 159.81 | 63.45 (14) | 096.36 (15) |
| 16                  | Darya Popova (2) Volodymyr Byelikov (2)       | Vlag van Oekraïne            | 152.01 | 60.01 (16) | 092.00 (17) |
| 17                  | Robynne Tweedale (2) Joseph Buckland (3)      | Vlag van Verenigd Koninkrijk | 149.66 | 57.38 (18) | 092.28 (16) |
| 18                  | Anna Kublikova Yuri Hulitski                  | Vlag van Wit-Rusland         | 147.51 | 57.08 (19) | 090.43 (18) |
| 19                  | Anna Janovskaja (2) Ádám Lukács (3)           | Vlag van Hongarije           | 147.32 | 58.70 (17) | 088.62 (19) |
| 20                  | Shira Ichilov Vadim Davidovich                | Vlag van Israël              | 142.12 | 54.92 (20) | 087.20 (20) |
| Finale niet bereikt |                                               |                              |        |            |             |
| 21                  | Carolina Moscheni (3) Andrea Fabbri (3)       | Vlag van Italië              |        | 54.20 (21) |             |
| 22                  | Justyna Plutowska (3) Jérémie Flemin (2)      | Vlag van Polen               |        | 52.08 (22) |             |
| 23                  | Teodora Markova (2) Simon Daze (2)            | Vlag van Bulgarije           |        | 52.07 (23) |             |
| 24                  | Victoria Manni (3) Carlo Röthlisberger (3)    | Vlag van Zwitserland         |        | 50.63 (24) |             |
| 25                  | Katerina Bunina (3) German Frolov (3)         | Vlag van Estland             |        | 44.82 (25) |             |

Medaillewinnaars

Mannen · 
Vrouwen ·
Paren · 
IJsdansen

Toernooi

1891 · 
1892 · 
1893 · 
1894 · 
1895 · 
1896-1897 · 
1898 · 
1899 · 
1900 · 
1901 · 
1902-1903 · 
1904 · 
1905 · 
1906 · 
1907 · 
1908 · 
1909 · 
1910 · 
1911 · 
1912 · 
1913 · 
1914 · 
1915-1921 · 
1922 · 
1923 · 
1924 · 
1925 · 
1926 · 
1927 · 
1928 · 
1929 · 
1930 · 
1931 · 
1932 · 
1933 · 
1934 · 
1935 · 
1936 · 
1937 · 
1938 · 
1939 ·
1940-1946 · 
1947 · 
1948 · 
1949 · 
1950 · 
1951 · 
1952 · 
1953 · 
1954 · 
1955 · 
1956 · 
1957 · 
1958 · 
1959 · 
1960 · 
1961 · 
1962 · 
1963 · 
1964 · 
1965 · 
1966 · 
1967 · 
1968 · 
1969 · 
1970 · 
1971 · 
1972 · 
1973 · 
1974 · 
1975 · 
1976 · 
1977 · 
1978 · 
1979 · 
1980 · 
1981 · 
1982 · 
1983 · 
1984 · 
1985 · 
1986 · 
1987 · 
1988 · 
1989 · 
1990 · 
1991 · 
1992 · 
1993 · 
1994 · 
1995 ·
1996 · 
1997 · 
1998 · 
1999 · 
2000 · 
2001 · 
2002 · 
2003 · 
2004 · 
2005 · 
2006 ·
2007 ·
2008 ·
2009 ·
2010 ·
2011 ·
2012 ·
2013 ·
2014 ·
2015 ·
2016 ·
2017 ·
2018 ·
2019 ·
2020 ·
2021 · 
2022 · 
2023 · 
2024 · 
2025

WK kunstschaatsen ·
WK kunstschaatsen junioren ·
Viercontinentenkampioenschap ·
Olympische Spelen